# Carlos Bianchi
Carlos Bianchi (ur. 26 kwietnia 1949 w Buenos Aires) – argentyński piłkarz, obecnie jeden z najbardziej utytułowanych trenerów klubowych na świecie. Pięciokrotny zdobywca tytułu króla strzelców w lidze francuskiej. Jako trener zdobył wszystkie najwyższe trofea klubowe Ameryki Południowej, głównie z Boca Juniors.

## Kariera piłkarska
Jako piłkarz debiutował w pierwszym składzie Vélez Sársfield w roku 1967 w meczu przeciwko Boca Juniors. Swoją pierwsza bramkę w barwach klubu zdobył 7 lipca 1968 roku w meczu ligowym przeciwko Argentinos Juniors. W tym samym roku wraz ze swoją drużyną sięgnął po tytuł mistrzowski. Dla drużyny Vélez Sársfield zdobył 121 goli w 165 meczach.
W roku 1970 Henri Germain, prezes Stade de Reims sprowadził Bianchiego do Francji i od razu chciał go zatrudnić. Dla Reims zdobył 107 bramek w 124 meczach dzięki czemu był królem strzelców Ligue 1 w latach 1974, 1976 i 1977. Następnie od 1977 do 1979 grał dla paryskiego Saint-Germain, w którego barwach również zdobył tytuł króla strzelców. Kolejny sezon 1979/1980 spędził w Racingu Strasbourg.
Z Francji wrócił do Argentyny do swojego macierzystego klubu Vélez Sársfield by przed zakończeniem kariery wrócić na sezon 1984/85 do Reims.
Bianch grając w klubach prezentował się bardzo dobrze, jednak jego kariera międzynarodowa nie wyglądała tak imponująco. W drużynie narodowej Argentyny zagrał tylko 14 razy i strzelił 7 bramek. Nie wystąpił również nigdy na mistrzostwach świata.

## Kariera trenerska
Zaraz po zakończeniu kariery piłkarskiej Carlos Bianchi rozpoczął pracę ze Stade de Reims jako trener. Był trenerem Reims od roku 1984 do 1988, po czym pracował z OGC Nice (1989/90) i z Paris St. Germain (1991/92).
W roku 1993 przejął swoją macierzystą drużynę Vélez Sársfield i doprowadził ją do mistrzostwa w lidze argentyńskiej. Rok później, po meczu finałowym przeciwko São Paulo FC zdobył Copa Libertadores. W tym samym roku pokonał zespół A.C. Milan w Pucharze Interkontynentalnym. Z Vélez zdobył jeszcze mistrzostwo Argentyny w 1995 i 1996 oraz Copa Interamericana w 1996.
Następnie przeniósł się do Włoch, gdzie trenował AS Roma. Po dziesięciu miesiącach został jednak zwolniony ze względu na słabe wyniki sportowe.
Po krótkiej przerwie, w której był dyrektorem sportowym Paris FC, w roku 1998 rozpoczął pracę z Boca Juniors. W latach 1998 i 1999 zdobył mistrzostwo Argentyny, po czym w roku 2000 zdobył Copa Libertadores pokonując w rzutach karnych SE Palmeiras oraz Puchar Interkontynentalny wygrywając z osławionym Realem Madryt. W roku 2001 z takimi znanymi zawodnikami w składzie jak Martín Palermo, Óscar Córdoba i Juan Román Riquelme znów zdobył Copa Libertadores; tym razem jednak przegrał Puchar Interkontynentalny z Bayernem Monachium.
Po kolejnym roku przerwy znów został zatrudniony przez Boca Juniors i od razu zdobył z nimi kolejne mistrzostwo Argentyny, Copa Libertadores i Puchar Interkontynentalny. Po porażce w finale Copa Libertadores w 2004 Bianchi zrobił sobie roczną przerwę od piłki nożnej żeby poświęcić się swojej rodzinie.
W sezonie 2005/2006 trenował Atlético Madryt. Od 1 stycznia 2013 powrócił na ławkę trenerską Boca Juniors.
Bianchi był wielokrotnie wybierany najlepszym trenerem Ameryki Południowej oraz najlepszym trenerem klubowym świata. Kilka razy otrzymał propozycję prowadzenia narodowej reprezentacji Argentyny jednak za każdym razem je odrzucał.

## Kluby

### jako piłkarz
- 1967-1973 –  Vélez Sársfield (165 meczów / 121 bramek)
- 1973-1977 –  Stade de Reims (124 meczów / 107 bramek)
- 1977-1979 –  Paris Saint-Germain (74 meczów / 64 bramek)
- 1979-1980 –  RC Strasbourg (22 meczów / 8 bramek)
- 1980-1984 –  Vélez Sársfield (159 meczów / 85 bramek)
- 1984-1985 –  Stade de Reims ((w Ligue 2) 18 meczów / 8 bramek)

### jako trener
- 1984-1988 –  Stade de Reims
- 1989-1990 –  OGC Nice
- 1991-1992 –  Paris Saint-Germain
- 1993-1996 –  Vélez Sársfield
- 1996-1997 –  AS Roma
- 1998-2002 –  Boca Juniors
- 2003-2004 –  Boca Juniors
- 2005-2006 –  Atlético Madryt
- 2013- –  Boca Juniors

## Sukcesy

### piłkarskie
- 1968 mistrz Argentyny z Vélez Sársfield
- król strzelców francuskiej Ligue 1 1974, 1976, 1977, 1978, 1979
- w dziesiątce najlepszych strzelców wszech czasów francuskiej Ligue 1

### trenerskie
z drużynami
- 1993 mistrzostwo Argentyny Clausura z Vélez Sársfield
- 1994 Copa Libertadores z Vélez Sársfield
- 1994 Puchar Interkontynentalny z Vélez Sársfield
- 1995 mistrzostwo Argentyny Aperura z Vélez Sársfield
- 1996 mistrzostwo Argentyny Clausura z Vélez Sársfield
- 1996 Copa Interamericana z Vélez Sársfield
- 1998 mistrzostwo Argentyny Apertura z Boca Juniors
- 1999 mistrzostwo Argentyny Clausura z Boca Juniors
- 2000 Copa Libertadores z Boca Juniors
- 2000 Puchar Interkontynentalny z Boca Juniors
- 2000 mistrzostwo Argentyny Apertura z Boca Juniors
- 2001 Copa Libertadores z Boca Juniors
- 2003 mistrzostwo Argentyny Apertura z Boca Juniors
- 2003 Copa Libertadores z Boca Juniors
- 2003 Puchar Interkontynentalny z Boca Juniors

osobiste
- 1998 Trener Roku Ameryki Południowej
- 2000 Trener Roku Ameryki Południowej
- 2001 Trener Roku Ameryki Południowej
- 2001 Klubowy Trener Roku na Świecie
- 2003 Trener Roku Ameryki Południowej
- 2003 Klubowy Trener Roku na Świecie